# Козарівська сільська рада (Рогатинський район)
| Козарівська сільська рада — орган місцевого самоврядування у Рогатинському районі Івано-Франківської області з адміністративним центром у с. Козарі. Водоймища на території, підпорядкованій даній раді: річка Дністер. Сільській раді підпорядковані населені пункти: - с. Козарі - с. Журавеньки |

## Склад ради
Рада складається з 15 депутатів та голови.

### Керівний склад ради
| ПІБ                    | Основні відомості                                                 | Дата обрання | Дата звільнення |
| ---------------------- | ----------------------------------------------------------------- | ------------ | --------------- |
| Борис Тарас Федорович  | Сільський голова, 1962 року народження, освіта                    | 26.03.2006   | 31.10.2010      |
| Кобзан Марія Антонівна | Сільський голова, 1952 року народження, освіта вища, позапартійна | 31.10.2010   |                 |

Примітка: таблиця складена за даними джерела